# 撒迦利雅
撒迦利雅（希伯來語：‎，？—前752年）天主教譯為則加黎雅，是古代中東國家北以色列王國的君主。他的父親是耶羅波安二世（《列王紀下》第15章第8节参）。

他於西元前753年父親死去後即位。即位僅僅6個月就被雅比的兒子沙龍用計殺害。

## 登年早期
撒迦利雅在位的年期，目前歷史上有兩種講法：
1. 費毅榮（英语：Edwin R. Thiele）認為是從前746年到前746年；
2. 威廉·奧爾布賴特（英语：William F. Albright）認為是從前786年到前746年。

## 聖經相關章節
- 《列王紀下》第15章8-12節